# 横浜統括センター
横浜統括センター（よこはまとうかつセンター）は、東日本旅客鉄道（JR東日本）横浜支社の駅・運転士・車掌を所管する組織である。
2024年3月1日に横浜営業統括センター、大船運輸区を統合して発足。

## 所管

### 駅
- 横浜駅 - 所長所在駅
- 保土ケ谷駅★
- 東戸塚駅★
- 戸塚駅
- 大船駅
- 北鎌倉駅★
- 鎌倉駅
- 逗子駅
- 東逗子駅★
- 田浦駅★
- 横須賀駅★
- 衣笠駅★
- 久里浜駅★

★: JR東日本ステーションサービスに業務委託

### 乗務ユニット
- 大船駅近傍に設置（旧大船運輸区）
- 担当線区（運転士）
  - 総武快速線：東京駅 - 千葉駅間
  - 横須賀線：東京駅 - 久里浜駅間
  - 湘南新宿ライン：新宿駅 - 逗子駅間
  - 特急成田エクスプレス：大船駅 - 成田空港駅間

- 担当線区（車掌）
  - 横須賀線：東京駅 - 久里浜駅間
  - 湘南新宿ライン：新宿駅 - 逗子駅間

## 歴史
- 2023年3月1日 - 横浜営業統括センター（横浜、戸塚、大船、鎌倉、逗子各駅の統合）が発足。
- 2024年3月1日 - 横浜営業統括センターに、大船運輸区を統合し横浜統括センターが発足。横浜営業統括センター、大船運輸区を廃止する。